# Salinas Grandes (Jujuy in Salta)
Salinas Grandes se nahajajo v severozahodnem delu Argentine, v provincah Jujuy in  Salta, na povprečni nadmorski višini 3450 metrov. Zajema površino 212 km2 in je znana po svoji prostrani beli puščavi.  Oddaljena je 66 km od Purmamarce in dostopni po državni cesti 52.
Kljub visoki nadmorski višini so Salinas Grandes de Jujuy praktično osnovna gladina endoreične kotline, ki se nadaljuje proti severu v laguno Guayatayoc, močno slano in alkalno laguno. Na jugu in vzhodu te soline od potoka Humahuaca ločuje Sierra del Chañi, medtem ko na severu in zahodu njihove meje postajajo bolj razpršene v puščavi slane pune.
Izvor Salinas Grandes de Jujuy je obsežno obdobje staro med 5 in 10 milijoni let pred sedanjostjo. V tako dolgem obdobju je bila kotlina te slanice pokrita z vodami z veliko količino soli iz vulkanske dejavnosti. Postopno izhlapevanje takih celinskih slanih vod je povzročilo to salino, ki ima skorjo s povprečno debelino 30 cm.

## Pomen
Regija je industrijsko pomembna zaradi rudnikov natrija in kalija. Raziskujejo ga tudi za litijevo slanico pod soljo, 300.000 hektarjev je bilo namenjenih LSC Lithium za razvoj. Izkoriščanje litijevih zalog je pri voditeljih avtohtonih skupnosti naletelo na kritike zaradi strmega upada nivoja podtalnice, ki ogroža lokalno kmetijstvo. Prav tako so šteli za kršenje njihove pravice do uporabe in nadzora nad zemljiščem.
- Velika slana puščava; tako bela da človek oslepi.
- Salinas Grandes
- Salinas Grandes
- Tovornjak odvaža sol
- Meja med provincama Salta in Jujuy